# Hexatrygon bickelli
Espèce
Statut de conservation UICN

 LC  : Préoccupation mineure
Hexatrygon bickelli est une espèce de raie vivant en eaux profondes.